# 大和絵

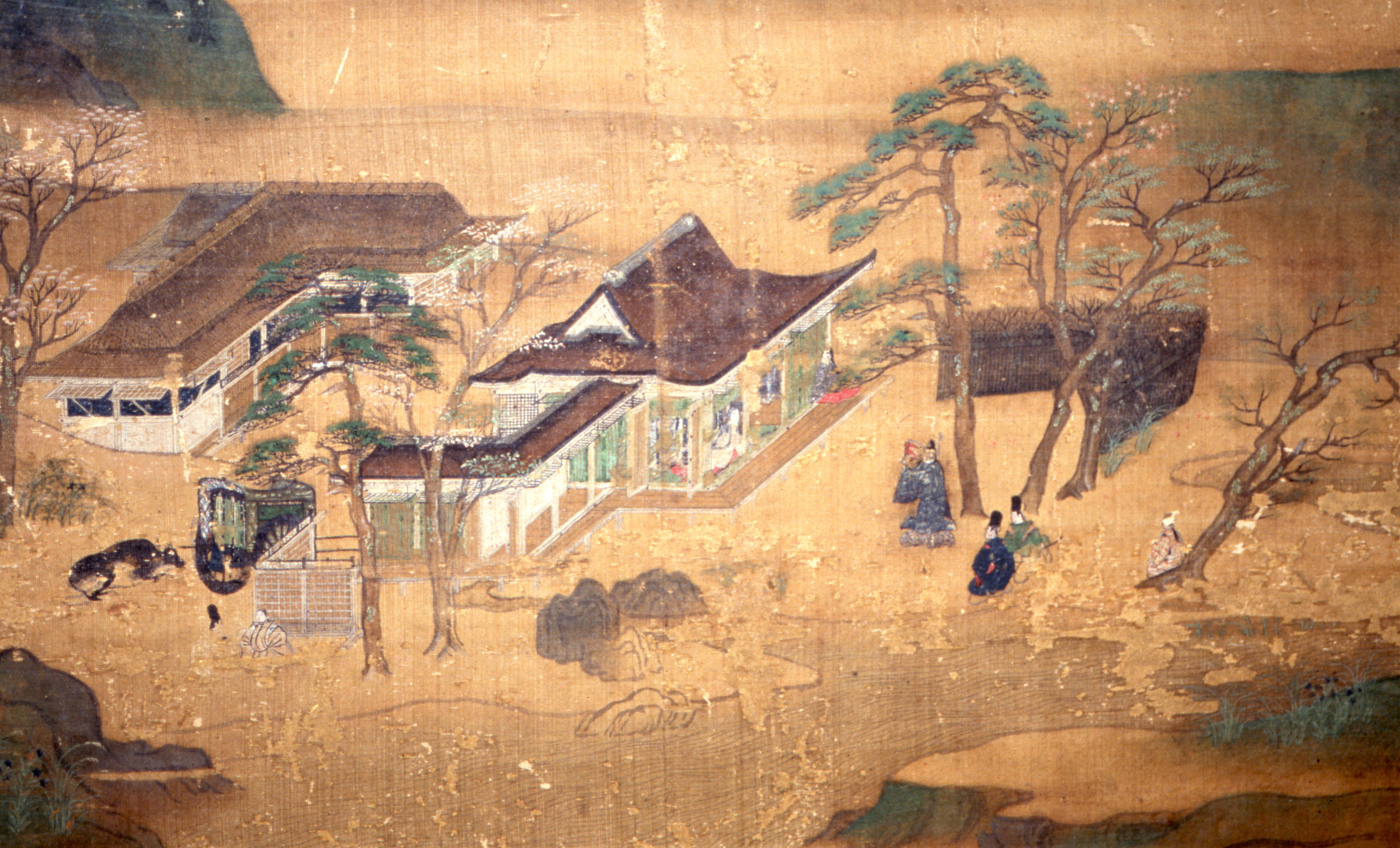
「山水（せんずい）屛風」（神護寺）

大和絵（やまとえ）は、日本絵画の分野のひとつ。中国風の絵画「唐絵」（からえ）に対する呼称であり、平安時代以来発達した日本風の絵画のこと。「陸絵」「和絵」などとも表記され、「倭絵」「和画」と書いて「やまとえ」と読むこともある。これら漢字表記の揺れを嫌い、ひらがなで「やまと絵」と表記することが多い。中世を通じて描き続けられ、近代・現代の日本画にも影響を及ぼしている。狩野派は大和絵の伝統と、漢画の技法・主題を統合したと自称する（『本朝画史』）。

## 概念
「やまと絵」の語義は、時代によって３度変化している。
平安時代には、画題についての概念であり、日本の故事・人物・事物・風景を主題とした絵画のことであった。対立概念としての「唐絵」は唐（中国）の故事人物・事物・山水に主題をとったものであり、様式技法とは関係がない。また「唐絵」も「やまと絵」も障子絵や屏風絵のような大画面の絵画についていわれた用語であり、絵巻や冊子の絵は「紙絵」と呼ばれた。次の「歴史」の項目で絵巻の作例が多く挙げられているが、それらは後世の分類によるものであり、平安時代にやまと絵といわれることはなかった。
14世紀以降は、絵画様式についての概念になり、唐の様式を基本に北宋以降の中国絵画の様式も部分的に取り込んで確立された伝統的絵画様式をやまと絵と称するようになった。そのとき「唐絵」（漢画）は宋以降の中国画の技法に基づく絵画、また日本に輸入された中国画そのものを意味する言葉となった。そして土佐派などやまと絵を専門とする流派が登場するに至り、流派の意味でも使われるようになった。

## 歴史

### 平安時代

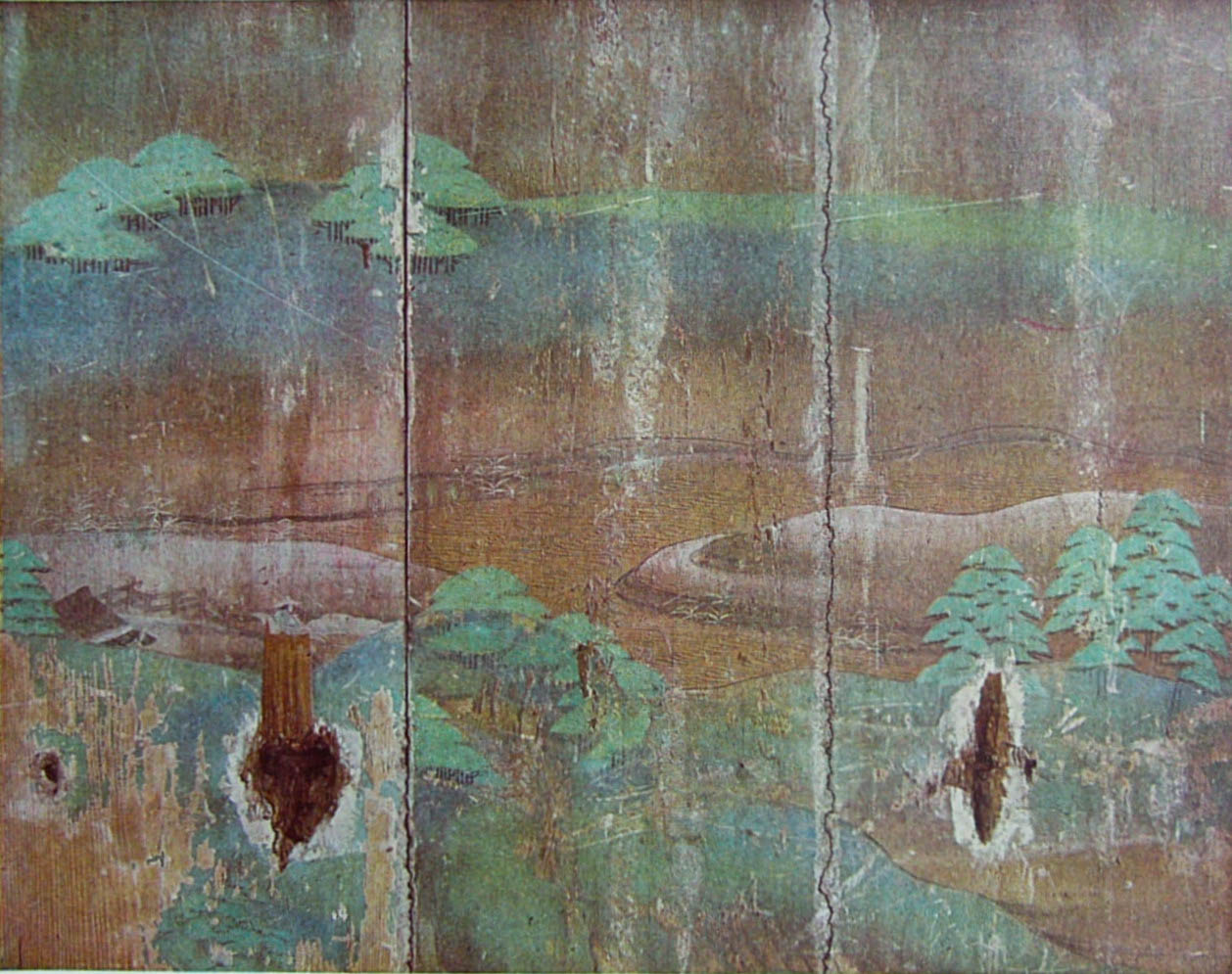
平等院　中品上生　東扉

東アジア一帯に強力な政治的・文化的影響を及ぼした唐は、907年に滅びた。アジア諸地域ではこの頃から中国の影響を離れ、文化の地方化が進んだといわれている。日本においては894年に遣唐使が停止され、10世紀には唐の影響が薄れ、いわゆる国風文化が興った。漢字をもとに仮名が考案され、和歌や物語文学が興隆し、和様書道が成立したことなどがその具体的な現れであり、やまと絵の出現もこの頃と推量される。唐絵に対する「やまと絵」の語の初出は、藤原行成の日記「権記」の長保元年（999年）10月30日条とされ、そこには「倭絵四尺屛風」に、当時能書として評判の高かった行成が文字を書き入れたことが記録されている。同時期の制作である『源氏物語』の「絵合」の巻には『竹取物語』『うつほ物語』『伊勢物語』などの物語絵が登場する。当時の宮廷・貴族社会において、日本の物語文学を題材にした絵画が享受されていたことが分かる。
平安時代の絵画作品で仏教以外の世俗画としては、邸宅内の調度や間仕切りのための、障子、屏風など大画面の作品が制作された。現存するものは社寺関係の遺品のみであるが、屏風について詠まれた多数の屏風歌により画題がわかる。それによれば、やまと絵の主要な主題は、四季絵・月次絵（つきなみえ）と名所絵であった。平安時代前期から中期にかけての絵師としては、巨勢派（こせは）の巨勢金岡（こせのかなおか）とその子である巨勢相覧（おうみ）、飛鳥部常則（あすかべのつねのり）などの名が伝わるが、これらの絵師には現存する確実な遺品はなく、実作品からその作風の変遷をたどることはできない。絵巻にしても、現存するものは「源氏物語絵巻」など12世紀の作品が最古であり、11世紀以前にさかのぼる物語絵の実物は現存しないため、その実態や様式の変遷については今なお不明な点が多い。
平安時代のやまと絵の遺品としてよく挙げられるのは絵巻である。四大絵巻と称される「源氏物語絵巻」「伴大納言絵巻」「信貴山縁起」「鳥獣人物戯画」はいずれも平安時代末期の12世紀に制作されたものである（ただし「鳥獣人物戯画」4巻のうち2巻は鎌倉時代制作）。
代表作
- 聖徳太子絵伝 - 東京国立博物館蔵（法隆寺献納宝物）、国宝。もと法隆寺東院の絵殿の壁画だったもので、現在は額装に仕立てられている。延久元年（1069年）、秦致貞（正確な読み方は不明だが通常「はたのむねざね」と読む）という作者の名前も判明している。
- 平等院鳳凰堂壁扉画 - 京都・平等院蔵、国宝。「九品来迎」（くほんらいごう）を主題とする浄土教系の仏教絵画であるが、背景には大和絵風の山水が描かれており、平安時代にさかのぼる数少ない大和絵資料としても貴重。天喜元年（1053年）完成。
- 源氏物語絵巻 - 徳川美術館、五島美術館蔵、国宝。
- 伴大納言絵巻 - 出光美術館蔵、国宝。
- 信貴山縁起 - 奈良・朝護孫子寺蔵、国宝。
- 鳥獣人物戯画 - 京都・高山寺蔵、国宝。
- 扇面古写経 - 大阪・四天王寺、東京国立博物館などに分蔵、国宝・重文。

### 鎌倉時代
鎌倉時代は平安時代につづいて絵巻がさかんにつくられた時代である。戦乱や武士の生活に題材をとったものがあらわれ、民間宗教の時代であることを反映して、寺社縁起や高僧伝記、仏教説話などを題材としたものが多く描かれた。後者は、社寺への報恩の意味で奉納されたものも少なくなかった。
この時代の絵巻物のうち、合戦絵としては「平治物語絵巻」「蒙古襲来絵巻」「前九年合戦絵巻」「後三年合戦絵巻」が有名である。社寺縁起絵としては、「北野天神縁起絵巻」「春日権現験記絵巻」「石山寺縁起絵巻」「粉河寺縁起絵巻」などがあり、高僧伝絵としては、「法然上人絵伝」「一遍聖絵（一遍上人絵伝）」「西行物語絵巻」「鑑真和上東征絵伝」「玄奘三蔵絵」が知られる。その他、日記文学を題材とした「紫式部日記絵巻」や東国武士の生活をつたえる「男衾三郎絵巻」など、鎌倉時代は質・量ともに絵巻全盛の時代となった。

肖像画の傑作「神護寺三像」のうち「伝源頼朝像」。

やまと絵の手法で実際の人物を写実的に描写した肖像画には、藤原隆信・信実父子や豪信らによる、一連の名品がある。軽快な線描で描き、即興的ときに戯画的な性格を持つ肖像画は、似絵（にせえ）と呼ばれた。「後鳥羽上皇像」「花園天皇像」「伝源頼朝像・伝平重盛像・伝藤原光能像」「親鸞上人像」「北条実時像・北条顕時像・金沢貞顕像・金沢貞将像」などが代表作として知られる。
鎌倉時代のやまと絵では、このように写実的性格の強い人物肖像画があらわれ、絵巻のなかにも伝記物が登場するなど、肖像彫刻の隆盛などと合わせ、鎌倉文化における個人および個性に対する強い関心がうかがえる。

### 室町時代
「浜松図」（東京国立博物館）、「日月山水図」（金剛寺）など、やまと絵のすぐれた屏風絵が描かれた時代である。室町時代中葉から戦国時代にかけて現れた土佐光信は、「十王図」「槻峰寺縁起絵巻」などで知られる。光信はまた、永正3年（1506年）、越前の朝倉貞景のために「京中図」を描いており、これが、洛中洛外図の文献上における初見である。光信は、このように公家や武家、寺社のため多くの作品を描き、やまと絵の題材・技法を拡大した。特に絵巻に定評があり、従来の伝統的な絵巻のほか、当時「小絵」と呼ばれた小型絵巻を描いたことが知られる。さらに、後円融天皇像、桃井直詮像、伝足利義政像、三条西実隆像など肖像画の名品も光信筆と伝わるが、光信が肖像画を得意とすることは当時にあっても知られていたことが、同時代史料からも裏付けられている。

### 戦国・安土桃山時代
障壁画隆盛の桃山文化に天下人と結びついた狩野派に対し、大和絵の名門であった土佐派は16世紀半ば以降、押され気味になる。土佐派はまた、天下人の支援を受けた狩野派の宮廷への進出に対抗することができず、足利義昭邸の障壁画を描いた土佐光茂は、その晩年、京都を去って堺に移り死去。その子の土佐光元は秀吉に従軍して戦死し、土佐派は宮廷絵所職の地位を失ってしまった。弟子の土佐光吉が流派を継ぐが、そのまま境を拠点とし、上洛要請に応じなかった。その子の土佐光則も堺で活動するが、晩年に子の光起と共に京に戻った。光則の門人の住吉如慶は、江戸幕府御用絵師の住吉派の祖となった。

### 江戸時代
土佐光起は父と共に寛永11年（1634年）、18歳で父と共に京都に移り以降は京を拠点とした。承応3年（1654年）3月10日、38歳で従五位下左近衛将監に叙され、この際に絵所預職となったとされる。土佐派中興の祖と呼ばれる光起以降、土佐派は江戸時代を通し朝廷の絵所預職を勤めた。

## 画像集

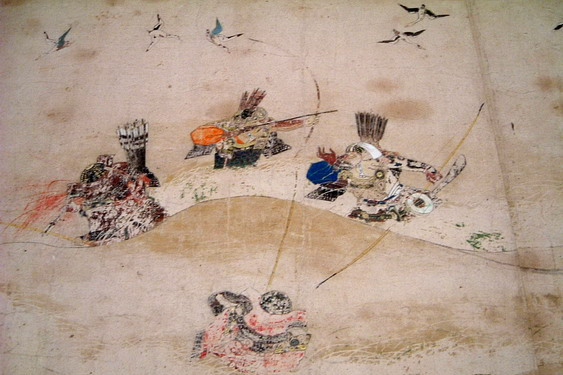
絵巻物「後三年合戦絵詞」（東京国立博物館蔵）
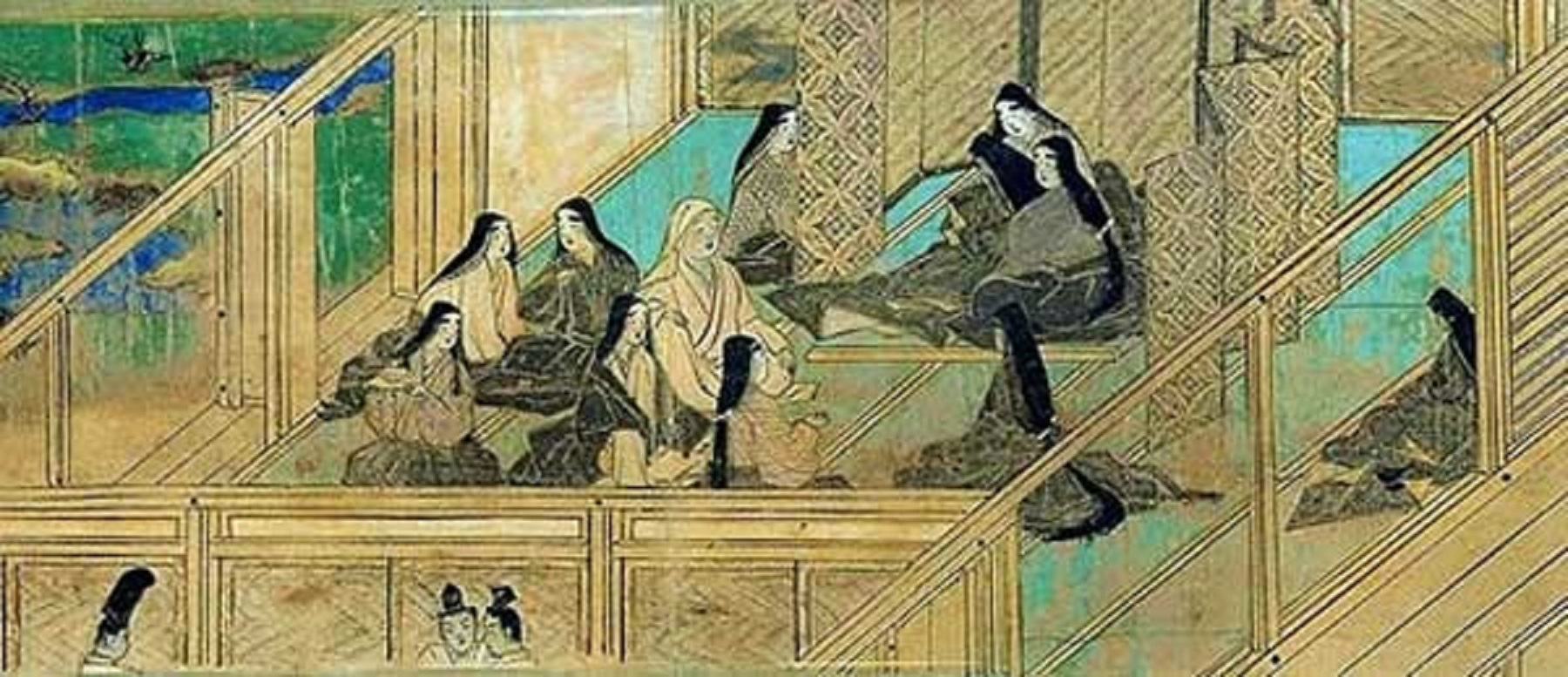
絵巻物「法然上人絵伝」（京都国立博物館蔵）
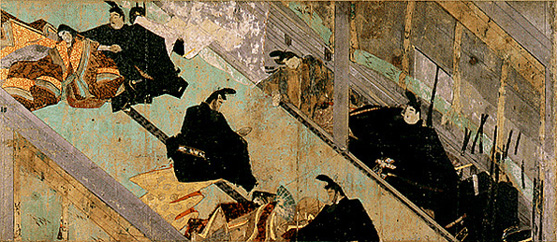
絵巻物「紫式部日記絵巻」（藤原信実:画、五島美術館蔵）
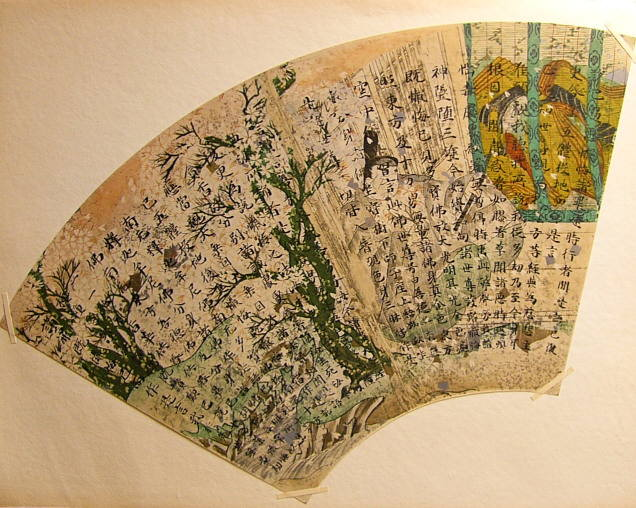
扇面法華経冊子（大阪・四天王寺蔵）
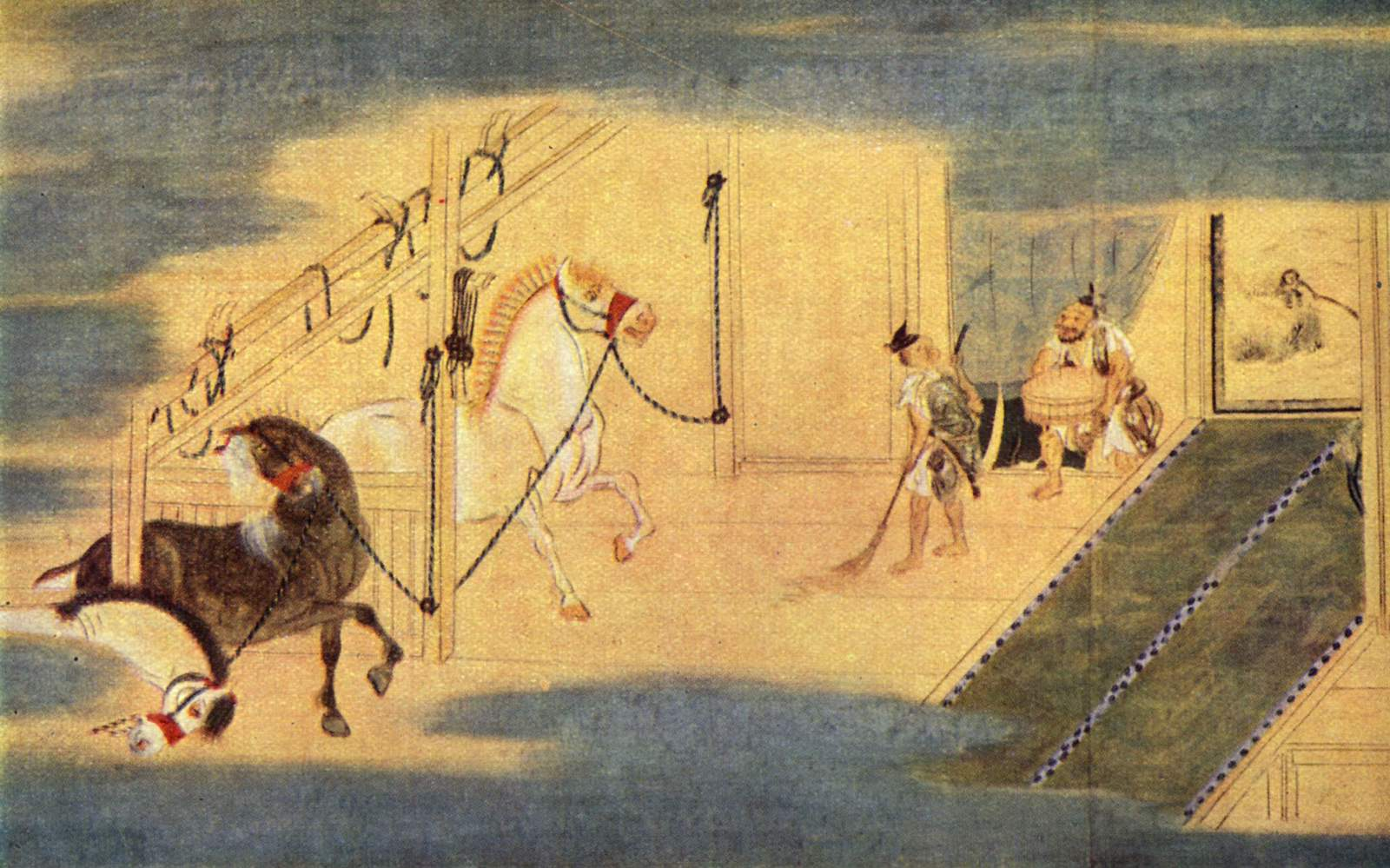
土佐光信「星光寺縁起」
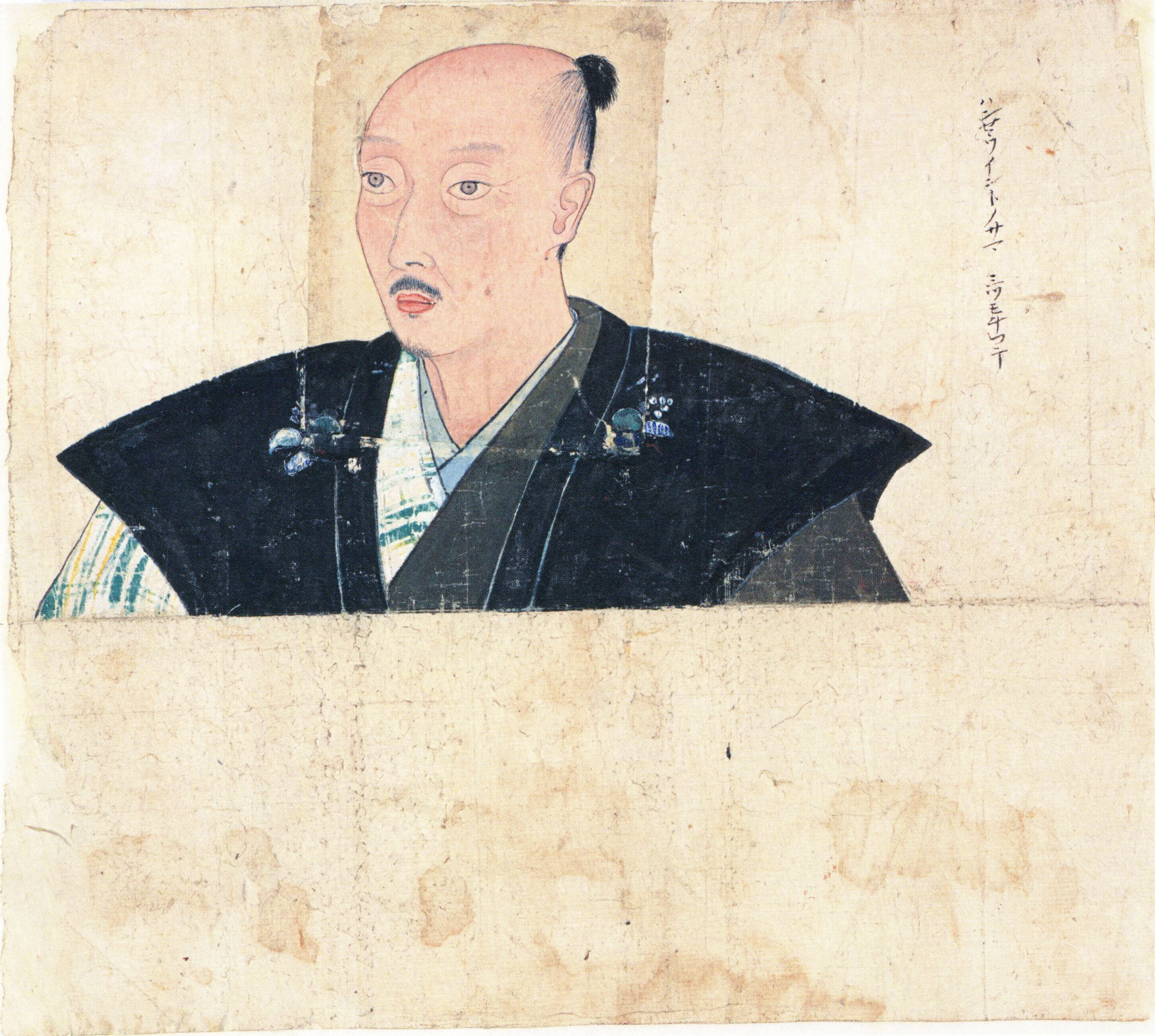
土佐光茂「足利義晴像紙形」
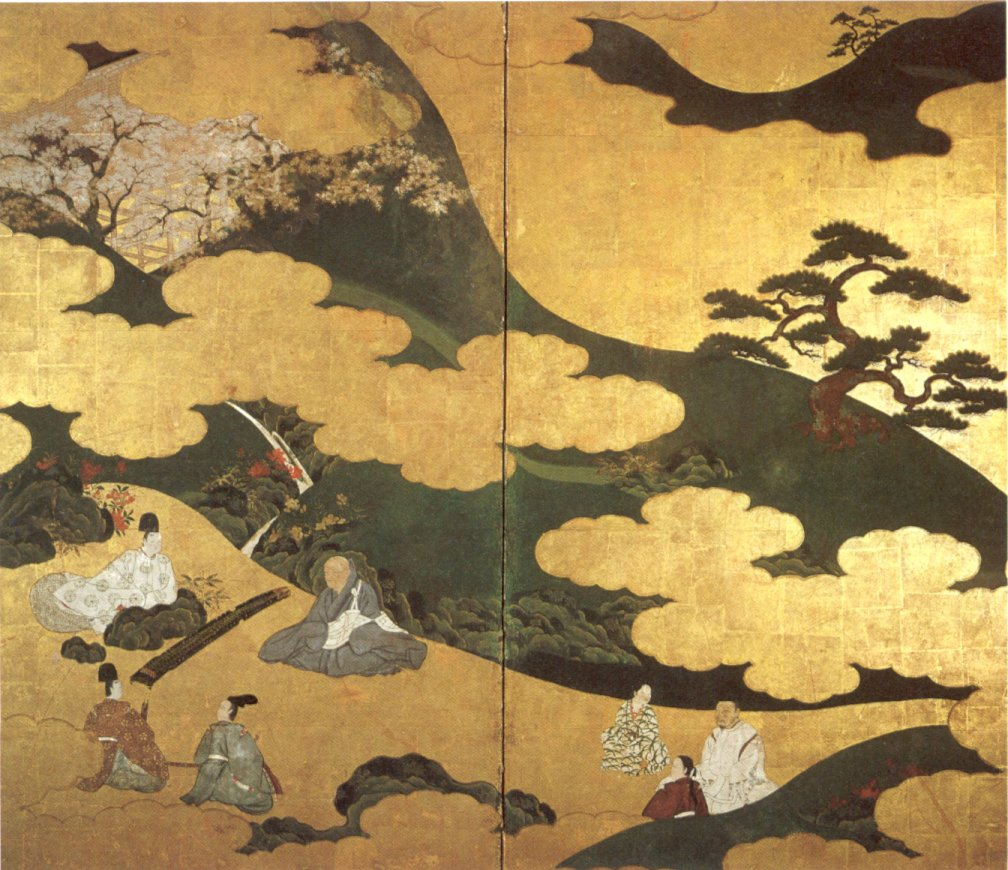
土佐光吉「源氏物語図屏風」二曲一双（ホノルル美術館蔵）
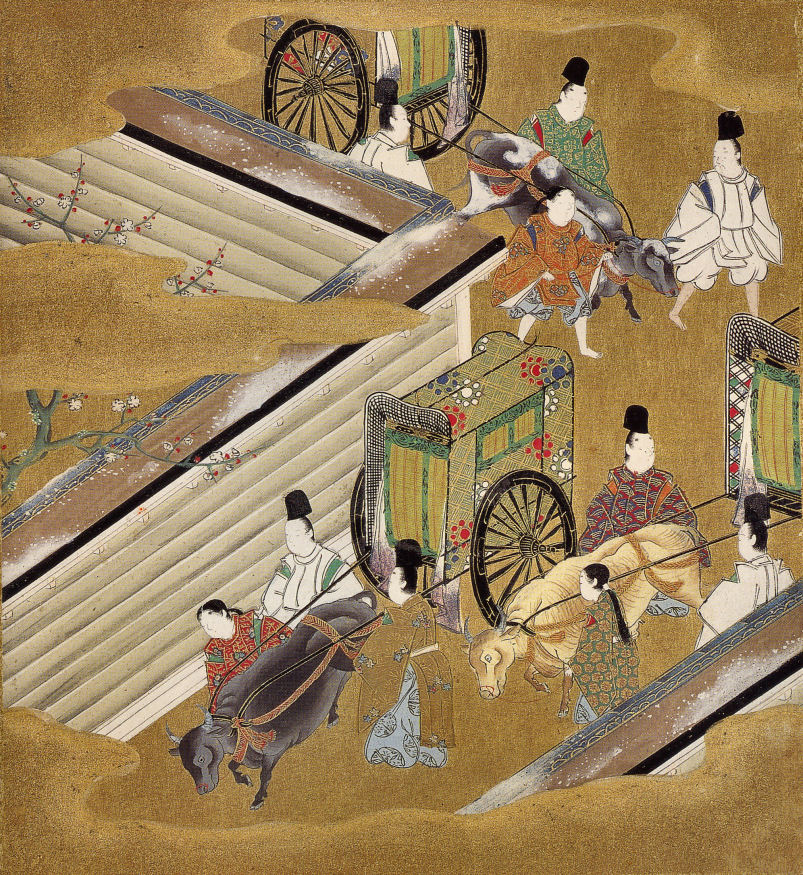
土佐光起「源氏物語絵巻」四十二帖『匂宮』（バーク・コレクション）